# 凱旋二聖站
凱旋二聖站位於高雄市鳳山區、前鎮區與苓雅區交界，為高雄捷運環狀輕軌的捷運車站，車站編號為C36。

## 歷史
高雄市政府捷運工程局舉行C15-C37車站徵名活動，票選結果站名為「凱旋二聖站」。
2021年1月12日，隨著環狀輕軌第二階段「C1籬仔內–C37輕軌機廠–C32凱旋公園」通車啟用。因應高雄輕軌成圓，於2024年1月1日至2月25日前進行全線通車試營運，以作為後續正式營運後參考。

## 車站概要
站區位於凱旋三路、二聖路、二聖一路口，環狀輕軌的前鎮機廠位於本站南方。車站定位為中間站。車站構造為側式月台兩座。

### 月台配置
| 地面               |                                  |
| 側式月台，右側開門 |                                  |
|                    | ← 環狀輕軌順行方向（輕軌機廠站） |
|                    | 環狀輕軌逆行方向（凱旋武昌站）→  |
| 側式月台，右側開門 |                                  |
| 出入口             | 連通道                           |

## 外部連結
- 凱旋二聖（高雄捷運公司） （页面存档备份，存于）